# 因河畔弗林茨巴赫
因河畔弗林茨巴赫是德国巴伐利亚州的一个市镇。总面积31.30平方公里，总人口2931人，其中男性1426人，女性1505人（2011年12月31日），人口密度94人/平方公里。